# 저우진황
저우진황(周金黄, 1909년 6월 9일 ~ 1999년 7월 11일)은 중화인민공화국 초기 시대의 의과대학 예하 약리학 교수 겸 정치가이다.
약리학 학술뿐 아니라 몽골어와 일본어와 러시아어와 태국어와 베트남어 등 타 해외 국가어에도 능통하였던 그는 1941년에서 1944년까지 만주국 펑톈 성 번시 지방에 3년간 간이 거주하며 한때 그곳에서 인전(殷甄, 은견)이라는 가명(假名)을 잠시 사용하였고 그 후 1944년에서 1946년까지 몽골 울란바토르에 2년간 간이 거주하며 몽골 울란바토르 거주 시절 보르지기트 반디(Bordzhighit Bandhi)라는 몽골어 가명(蒙古語 假名)을 잠시 사용하였으며 1945년 2차 대전 종전을 몽골 울란바토르에서 목도하였으며 1946년 5월 11일경에 국민정부 시대 중화민국 대륙 본토 베이징으로 귀국 및 귀환하였고 1949년 중화인민공화국 성립이 된 이후에도 의과대학 예하 약리학 교수 활동 후 1976년에서 1978년까지 중공 정치 분야에 잠시 입문하였지만 그는 절대 중국공산당 입당을 한 전력이 아예 없었던 특이 사항을 지니고 있다.